# Divisiones menores de Millonarios
Las Divisiones menores de Millonarios son el equipo juvenil que representa a Millonarios, en los torneos nacionales de las categorías inferiores, se crearon en el año 1949, comenzando sus prácticas en la Ciudad Universitaria de la Universidad Nacional en Bogotá y ha servido como plataforma al equipo bogotano para sustraer varios jugadores para su plantilla profesional. Se encuentra dividido en 10 secciones; Sub-20 A, Sub-20 B, Sub-17 A, Sub-17 B, Sub-15, Sub-14, Sub-13, Sub-12, Sub-11, y Sub-10.

## Participaciones Nacionales
- En la Supercopa Juvenil FCF: 15  (Entre 2009 y 2025)
- En Primera C: 15  (Entre 1991 y 2008)
- En Torneo Nacional de Reservas: 12   (Entre 1966 y 2005)

## Participaciones internacionales
Copa Libertadores Sub-20 de 2011.
Copa Libertadores Sub-20 de 2020.
Copa Libertadores Sub-20 de 2022.

## Plantilla Sub-20 2025
| Jugadores |            |      | Equipo técnico |         |               |      |
| \| Arqueros \| \| \| \| \| \| 12 \| Colombia ! \| ARQ \| Jhonatan González* \| 22 años \| \| 1 \| Colombia ! \| ARQ \| Juan C. Hernández \| 19 años \| \| Defensas \| \| \| \| \| \| 26 \| Colombia ! \| DEF \| Carlos Sarabia* \| 20 años \| \| -- \| Colombia ! \| DEF \| John Leimar Valencia \| 21 años \| \| 3 \| Colombia ! \| DEF \| Cristian Uparela \| 18 años \| \| -- \| Colombia ! \| DEF \| Nicolas Pérez \| 20 años \| \| 13 \| Colombia ! \| DEF \| John Brandon Riascos \| 20 años \| \| 15 \| Colombia ! \| DEF \| Samuel Martín \| 20 años \| \| 19 \| Colombia ! \| DEF \| Darwin Cortés* \| 18 años \| \| -- \| Colombia ! \| DEF \| Juan Camilo González \| 20 años \| \| Mediocampistas \| \| \| \| \| \| 6 \| Colombia ! \| MED \| Darwin J. Cuero \| 20 años \| \| -- \| Colombia ! \| MED \| Javier Puerta \| 20 años \| \| -- \| Colombia ! \| MED \| Isaías Batista \| 20 años \| \| Delanteros \| \| \| \| \| \| 27 \| Colombia ! \| DEL \| Sebastián González \| 20 años \| \| 11 \| Colombia ! \| DEL \| Néiser Villarreal* \| 20 años \| \| 25 \| Colombia ! \| DEL \| Sebastián Mosquera * \| 18 años \| \| -- \| Colombia ! \| DEL \| Luis Marimón* \| 21 años \| \| 4 \| Colombia ! \| DEL \| Yhan Carlos Ibarguen \| 19 años \| |            |      | Entrenador(es) Carlos Giraldo Preparador(es) físico(s) Yeison Quiceno Entrenador(es) de porteros Néstor Lugo Asistente(s) Gian Espinoza Delegado Juan Vargas · Leyenda - Pos. : Posición - Nac. : Nacionalidad deportiva - Capitán - Lesionado - POR / ARQ : Guardameta - DEF : Defensa - MED / VOL : Centrocampista - DEL : Delantero Actualizado el 13 de enero de 2024 Plantilla en la web oficial |         |               |      |
| N.º | Nac.       | Pos. | Nombre | Edad    | Internacional | Nota |
| Arqueros |            |      | |         |               |      |
| 12 | Colombia ! | ARQ  | Jhonatan González* | 22 años |               |      |
| 1 | Colombia ! | ARQ  | Juan C. Hernández | 19 años |               |      |
| Defensas |            |      | |         |               |      |
| 26 | Colombia ! | DEF  | Carlos Sarabia* | 20 años |               |      |
| -- | Colombia ! | DEF  | John Leimar Valencia | 21 años |               |      |
| 3 | Colombia ! | DEF  | Cristian Uparela | 18 años |               |      |
| -- | Colombia ! | DEF  | Nicolas Pérez | 20 años |               |      |
| 13 | Colombia ! | DEF  | John Brandon Riascos | 20 años |               |      |
| 15 | Colombia ! | DEF  | Samuel Martín | 20 años |               |      |
| 19 | Colombia ! | DEF  | Darwin Cortés* | 18 años |               |      |
| -- | Colombia ! | DEF  | Juan Camilo González | 20 años |               |      |
| Mediocampistas |            |      | |         |               |      |
| 6 | Colombia ! | MED  | Darwin J. Cuero | 20 años |               |      |
| -- | Colombia ! | MED  | Javier Puerta | 20 años |               |      |
| -- | Colombia ! | MED  | Isaías Batista | 20 años |               |      |
| Delanteros |            |      | |         |               |      |
| 27 | Colombia ! | DEL  | Sebastián González | 20 años |               |      |
| 11 | Colombia ! | DEL  | Néiser Villarreal* | 20 años |               |      |
| 25 | Colombia ! | DEL  | Sebastián Mosquera * | 18 años |               |      |
| -- | Colombia ! | DEL  | Luis Marimón* | 21 años |               |      |
| 4 | Colombia ! | DEL  | Yhan Carlos Ibarguen | 19 años |               |      |

| Arqueros       |            |     |                      |         |
| 12             | Colombia ! | ARQ | Jhonatan González*   | 22 años |
| 1              | Colombia ! | ARQ | Juan C. Hernández    | 19 años |
| Defensas       |            |     |                      |         |
| 26             | Colombia ! | DEF | Carlos Sarabia*      | 20 años |
| --             | Colombia ! | DEF | John Leimar Valencia | 21 años |
| 3              | Colombia ! | DEF | Cristian Uparela     | 18 años |
| --             | Colombia ! | DEF | Nicolas Pérez        | 20 años |
| 13             | Colombia ! | DEF | John Brandon Riascos | 20 años |
| 15             | Colombia ! | DEF | Samuel Martín        | 20 años |
| 19             | Colombia ! | DEF | Darwin Cortés*       | 18 años |
| --             | Colombia ! | DEF | Juan Camilo González | 20 años |
| Mediocampistas |            |     |                      |         |
| 6              | Colombia ! | MED | Darwin J. Cuero      | 20 años |
| --             | Colombia ! | MED | Javier Puerta        | 20 años |
| --             | Colombia ! | MED | Isaías Batista       | 20 años |
| Delanteros     |            |     |                      |         |
| 27             | Colombia ! | DEL | Sebastián González   | 20 años |
| 11             | Colombia ! | DEL | Néiser Villarreal*   | 20 años |
| 25             | Colombia ! | DEL | Sebastián Mosquera * | 18 años |
| --             | Colombia ! | DEL | Luis Marimón*        | 21 años |
| 4              | Colombia ! | DEL | Yhan Carlos Ibarguen | 19 años |

- Nota: Jugadores marcados con  *  han sido convocados al equipo profesional.

## Jugadores destacados formados
Lista ordenada de los alumnos de la Cantera Azul que han jugado regularmente o pertenecen de la plantilla en el primer equipo del Millonarios FC o en otro club. Solo se muestran los goles y partidos de Liga, Copa, Superliga, Copa Libertadores y Copa Sudamericana, junto con las competiciones oficiales.
| Nombre                      | Sel.                | Pos.           | Nac. | Carrera                         | PJ  | G  | Club de debut  | Último club               | Estado   |
| --------------------------- | ------------------- | -------------- | ---- | ------------------------------- | --- | -- | -------------- | ------------------------- | -------- |
| Francisco Zuluaga           | Bandera de Colombia | Defensa        | 1929 | 1948-1960                       | 300 | 7  | Millonarios FC | Atlético Nacional         | Retirado |
| Hernando González           | Bandera de Colombia | Centrocampista | NA   | 1951-1961                       | 164 | 1  | Millonarios FC | Millonarios FC            | Retirado |
| Jorge Vega                  | Bandera de Colombia | Defensa        | NA   | 1952, 1954-1957                 | 47  | 0  | Millonarios FC | Millonarios FC            | Retirado |
| Elpidio Hernández           | Bandera de Colombia | Guardameta     | NA   | 1954-1960                       | 58  | 0  | Millonarios FC | Millonarios FC            | Retirado |
| Héctor Alfonso García       | Bandera de Colombia | Delantero      | 1936 | 1955-1960                       | 75  | 13 | Millonarios FC | Cúcuta Deportivo          | Retirado |
| Senén Mosquera              | Bandera de Colombia | Guardameta     | 1938 | 1961-1969, 1972-1973            | 209 | 0  | Millonarios FC | Millonarios FC            | Retirado |
| Roberto Guzmán              | Bandera de Colombia | Defensa        | 1943 | 1964-1970                       | 127 | 0  | Millonarios FC | NA                        | Retirado |
| Gonzalo Guzmán              | Bandera de Colombia | Centrocampista | 1942 | 1964-1970                       | 106 | 9  | Millonarios FC | NA                        | Retirado |
| Alberto Sánchez             | Bandera de Colombia | Guardameta     | 1940 | 1965-1968                       | 55  | 0  | Millonarios FC | Santa Fe                  | Retirado |
| Nicolás Lobatón             | Bandera de Colombia | Delantero      | 1944 | 1965-1967                       | 32  | 15 | Millonarios FC | Deportes Quindío          | Retirado |
| Fernando Castro             | Bandera de Colombia | Defensa        | 1947 | 1966-1971                       | 180 | 9  | Millonarios FC | Atlético Bucaramanga      | Retirado |
| Gabriel Hernández           | Bandera de Colombia | Defensa        | 1942 | 1966-1974                       | 310 | 12 | Millonarios FC | Atlético Bucaramanga      | Retirado |
| Otoniel Quintana            | Bandera de Colombia | Guardameta     | 1946 | 1967-1973                       | 159 | 0  | Millonarios FC | Millonarios FC            | Retirado |
| Eduardo Ghillio             | Bandera de Brasil   | Delantero      | 1949 | 1968, 1973-1974                 | 91  | 23 | Millonarios FC | Santa Fe                  | Retirado |
| Humberto Lozano             | Bandera de Colombia | Defensa        | 1946 | 1968-1971                       | 52  | 0  | Millonarios FC | Millonarios FC            | Retirado |
| Víctor Cañón                | Bandera de Colombia | Guardameta     | 1946 | 1968-1972, 1976                 | 43  | 0  | Millonarios FC | Millonarios FC            | Retirado |
| Alejandro Brand             | Bandera de Colombia | Centrocampista | 1950 | 1969-1978, 1981-1982            | 397 | 94 | Millonarios FC | Millonarios FC            | Retirado |
| Héctor Javier Céspedes      | Bandera de Colombia | Delantero      | 1952 | 1970-1972                       | 147 | 31 | Millonarios FC | Atlético Nacional         | Retirado |
| Jaime Morón                 | Bandera de Colombia | Delantero      | 1951 | 1971-1974, 1977-1982            | 264 | 84 | Millonarios FC | Deportes Quindío          | Retirado |
| Euclides González           | Bandera de Colombia | Defensa        | 1949 | 1971-1981                       | 387 | 6  | Millonarios FC | Independiente Medellín    | Retirado |
| José Ignacio Muñoz          | Bandera de Colombia | Centrocampista | 1948 | 1971-1974                       | 32  | 1  | Millonarios FC | NA                        | Retirado |
| Willington Ortiz            | Bandera de Colombia | Delantero      | 1952 | 1972-1979                       | 328 | 96 | Millonarios FC | América de Cali           | Retirado |
| Alonso López                | Bandera de Colombia | Defensa        | 1956 | 1974-1980, 1982-1985            | 346 | 16 | Millonarios FC | Unión Magdalena           | Retirado |
| German Gutiérrez de Piñeres | Bandera de Colombia | Defensa        | 1958 | 1978-1990                       | 313 | 1  | Millonarios FC | Millonarios FC            | Retirado |
| José Hernández              | Bandera de Colombia | Centrocampista | 1956 | 1978-1986                       | 226 | 2  | Millonarios FC | Deportivo Cali            | Retirado |
| Mario Jiménez               | Bandera de Colombia | Guardameta     | 1959 | 1981-1985, 1991                 | 42  | 0  | Millonarios FC | Envigado FC               | Retirado |
| Alirio Girón                | Bandera de Colombia | Centrocampista | 1961 | 1981-1982, 1987-1990            | 70  | 6  | Millonarios FC | Cúcuta Deportivo          | Retirado |
| Eduardo Pimentel            | Bandera de Colombia | Centrocampista | 1961 | 1982-1983, 1985-1989            | 252 | 11 | Millonarios FC | Deportivo Pereira         | Retirado |
| Cerveleón Cuesta            | Bandera de Colombia | Defensa        | 1963 | 1985-1993                       | 249 | 4  | Millonarios FC | Cúcuta Deportivo          | Retirado |
| Nilton Bernal               | Bandera de Colombia | Centrocampista | 1966 | 1985-1986, 1988-1991            | 114 | 20 | Millonarios FC | Atlético Huila            | Retirado |
| John Jairo Díaz             | Bandera de Colombia | Defensa        | 1967 | 1987, 1989-1995                 | 205 | 20 | Millonarios FC | Deportes Quindío          | Retirado |
| Jair Abonia                 | Bandera de Colombia | Delantero      | 1964 | 1987-1992                       | 146 | 15 | Millonarios FC | Once Caldas               | Retirado |
| Carlos Rendón               | Bandera de Colombia | Centrocampista | 1965 | 1988-1995                       | 196 | 69 | Millonarios FC | Club Deportivo FAS        | Retirado |
| Omar Franco                 | Bandera de Colombia | Guardameta     | 1967 | 1988-1990                       | 72  | 0  | Millonarios FC | Cúcuta Deportivo          | Retirado |
| Eddy Villarraga             | Bandera de Colombia | Guardameta     | 1969 | 1990-1997                       | 185 | 0  | Millonarios FC | Atlético Huila            | Retirado |
| Óscar Fernando Cortés       | Bandera de Colombia | Defensa        | 1968 | 1990-2001, 2004                 | 295 | 1  | Millonarios FC | Millonarios FC            | Retirado |
| Freddy León                 | Bandera de Colombia | Delantero      | 1970 | 1990-1996, 1999                 | 221 | 63 | Millonarios FC | Deportes Quindío          | Retirado |
| Álvaro Torres               | Bandera de Colombia | Centrocampista | 1968 | 1990, 1992-1993, 1995           | 90  | 13 | Millonarios FC | Real Cartagena            | Retirado |
| Osman López                 | Bandera de Colombia | Defensa        | 1970 | 1992, 1994-1998                 | 176 | 11 | Millonarios FC | Centauros Villavicencio   | Retirado |
| John Mario Ramírez          | Bandera de Colombia | Centrocampista | 1971 | 1992-1998, 2001                 | 163 | 21 | Millonarios FC | Deportivo Pereira         | Retirado |
| Bonner Mosquera             | Bandera de Colombia | Centrocampista | 1970 | 1992-2000, 2004-2006            | 495 | 37 | Millonarios FC | Millonarios FC            | Retirado |
| Ricardo Pérez               | Bandera de Colombia | Delantero      | 1973 | 1992-1993, 1996-1997, 2003-2006 | 154 | 53 | Millonarios FC | Millonarios FC            | Retirado |
| Harry Castillo              | Bandera de Colombia | Delantero      | 1974 | 1992-1997, 2005                 | 104 | 8  | Millonarios FC | Deportivo Pasto           | Retirado |
| Luis Fernando Sánchez       | Bandera de Colombia | Guardameta     | 1967 | 1993, 1995-1997                 | 63  | 0  | Millonarios FC | Atlético Huila            | Retirado |
| Alex Daza                   | Bandera de Colombia | Delantero      | 1971 | 1995-1999                       | 214 | 47 | Millonarios FC | Atlético Bucaramanga      | Retirado |
| Rodolfo Rosero              | Bandera de Colombia | Defensa        | 1971 | 1995-1997                       | 48  | 2  | Millonarios FC | Trujillanos FC            | Retirado |
| Léiner Orejuela             | Bandera de Colombia | Defensa        | 1971 | 1995-1997                       | 70  | 2  | Millonarios FC | Unión Magdalena           | Retirado |
| Gustavo Quijano             | Bandera de Colombia | Defensa        | 1975 | 1995-2000                       | 71  | 3  | Millonarios FC | Boyacá Chicó              | Retirado |
| Javier Martínez             | Bandera de Colombia | Defensa        | 1973 | 1996-2001                       | 216 | 8  | Millonarios FC | Centauros Villavicencio   | Retirado |
| Roller Cambindo             | Bandera de Colombia | Defensa        | 1978 | 1996-1994, 2003-2004            | 61  | 0  | Millonarios FC | Defensor San Alejandro    | Retirado |
| Andrés Chitiva              | Bandera de Colombia | Centrocampista | 1979 | 1999-2000                       | 52  | 8  | Millonarios FC | Tiburones Rojos           | Retirado |
| Hans Schomberger            | Bandera de Colombia | Centrocampista | 1980 | 1999-2000                       | 37  | 0  | Millonarios FC | Racing de Santander       | Retirado |
| Ómar Guerra                 | Bandera de Colombia | Centrocampista | 1981 | 1999-2003, 2004-2005            | 95  | 15 | Millonarios FC | Uniautónoma               | Retirado |
| Juan Carlos Jaramillo       | Bandera de Colombia | Delantero      | 1978 | 1999-2002, 2003, 2004           | 86  | 17 | Millonarios FC | Boyacá Chicó              | Retirado |
| Jaime Bustamante            | Bandera de Colombia | Defensa        | 1980 | 2001-2002, 2004-2005            | 56  | 2  | Millonarios FC | Aragua FC                 | Retirado |
| Omar Alexander Rodríguez    | Bandera de Colombia | Defensa        | 1981 | 2001-2007                       | 110 | 1  | Millonarios FC | Fortaleza CEIF            | Retirado |
| Luis Zapata                 | Bandera de Colombia | Defensa        | 1980 | 2001-2008                       | 170 | 5  | Millonarios FC | Fort Lauderdale Strikers  | Retirado |
| Diego Fernando Moreno       | Bandera de Colombia | Centrocampista | 1982 | 2001-2003                       | 49  | 5  | Millonarios FC | Santa Fe                  | Retirado |
| Omar Andrés Rodríguez       | Bandera de Colombia | Centrocampista | 1981 | 2001-2002, 2004-2006, 2010      | 95  | 7  | Millonarios FC | Tigres                    | Retirado |
| Víctor Hugo Montaño         | Bandera de Colombia | Delantero      | 1984 | 2002-2004                       | 51  | 6  | Millonarios FC | Orsomarso S.C.            | Retirado |
| David Mackalister Silva     | Bandera de Colombia | Centrocampista | 1989 | 2005, 2015-Act.                 | 424 | 57 | Millonarios FC | Millonarios FC            | Activo   |
| Gustavo Rojas               | Bandera de Colombia | Defensa        | 1988 | 2006-2008                       | 61  | 5  | Millonarios FC | Cortuluá                  | Retirado |
| Andrés Llinás               | Bandera de Colombia | Defensa        | 1997 | 2006-Act.                       | 184 | 9  | Millonarios FC | Millonarios FC            | Activo   |
| Pedro Franco                | Bandera de Colombia | Defensa        | 1991 | 2007-2013, 2016-2017            | 162 | 9  | Millonarios FC | Alianza FC                | Activo   |
| Álex Díaz                   | Bandera de Colombia | Defensa        | 1989 | 2007-2011, 2012, 2013-2015      | 61  | 5  | Millonarios FC | Atlético Bucaramanga      | Retirado |
| Omar Vásquez                | Bandera de Colombia | Centrocampista | 1989 | 2007-2012, 2014-2015            | 130 | 12 | Millonarios FC | Alianza Universidad       | Activo   |
| Oswaldo Henríquez           | Bandera de Colombia | Defensa        | 1989 | 2007, 2009-2012, 2014-2015      | 137 | 5  | Millonarios FC | Vila Nova Futebol Clube   | Activo   |
| Yuber Asprilla              | Bandera de Colombia | Delantero      | 1992 | 2009-2014                       | 39  | 2  | Millonarios FC | NA                        | Activo   |
| Luis Mosquera               | Bandera de Colombia | Defensa        | 1989 | 2010-2015                       | 148 | 10 | Millonarios FC | Atlético Huila            | Retirado |
| Jonathan Agudelo            | Bandera de Colombia | Delantero      | 1992 | 2013-2016                       | 70  | 13 | Millonarios FC | Cúcuta Deportivo          | Activo   |
| Stiven Vega                 | Bandera de Colombia | Centrocampista | 1998 | 2013-Act.                       | 213 | 0  | Millonarios FC | Millonarios FC            | Activo   |
| Jorge Carrascal             | Bandera de Colombia | Centrocampista | 1998 | 2013-2016                       | 6   | 0  | Millonarios FC | Dinamo Moscú              | Activo   |
| Santiago Mosquera           | Bandera de Colombia | Delantero      | 1995 | 2013-2018                       | 64  | 9  | Millonarios FC | Santa Fe                  | Activo   |
| Juan Camilo García          | Bandera de Colombia | Centrocampista | 1997 | 2013-2017, 2019-2022            | 53  | 0  | Millonarios FC | Once Caldas               | Activo   |
| Gabriel Díaz                | Bandera de Colombia | Defensa        | 1996 | 2014-2016                       | 38  | 3  | Millonarios FC | Club Guaraní              | Retirado |
| Felipe Román                | Bandera de Colombia | Defensa        | 1995 | 2014-2022                       | 101 | 8  | Millonarios FC | Atlético Nacional         | Activo   |
| Kliver Moreno               | Bandera de Colombia | Centrocampista | 2000 | 2014-2023                       | 49  | 0  | Millonarios FC | River Plate               | Activo   |
| Christian Huérfano          | Bandera de Colombia | Centrocampista | 1995 | 2016-2019                       | 44  | 2  | Millonarios FC | Bogotá FC                 | Activo   |
| Ómar Bertel                 | Bandera de Colombia | Defensa        | 1996 | 2016-Act.                       | 189 | 3  | Millonarios FC | América de Cali           | Activo   |
| Juan Camilo Salazar         | Bandera de Colombia | Delantero      | 1997 | 2016-2018, 2019-2021            | 77  | 6  | Millonarios FC | Ionikos                   | Activo   |
| Juan Moreno                 | Bandera de Colombia | Guardameta     | 1999 | 2016-2023                       | 53  | 0  | Millonarios FC | C. S. Miramar Misiones    | Activo   |
| Emerson Rodríguez           | Bandera de Colombia | Delantero      | 2000 | 2019, 2020 - 2021, 2024         | 79  | 10 | Millonarios FC | Vasco da Gama             | Activo   |
| Édgar Guerra                | Bandera de Colombia | Delantero      | 2001 | 2019-2024                       | 99  | 11 | Millonarios FC | Club León                 | Activo   |
| Luis Paredes                | Bandera de Colombia | Delantero      | 2001 | 2018-Act.                       | 46  | 3  | Millonarios FC | San Antonio Football Club | Activo   |
| Andrés Gómez                | Bandera de Colombia | Delantero      | 2002 | 2020-2022                       | 58  | 12 | Millonarios FC | Real Salt Lake            | Activo   |
| Óscar Cortés                | Bandera de Colombia | Delantero      | 2003 | 2017-2023                       | 29  | 7  | Millonarios FC | Rangers                   | Activo   |
| Beckham Castro              | Bandera de Colombia | Delantero      | 2003 | 2021-2024                       | 59  | 8  | Millonarios FC | La Equidad                | Activo   |

## Entrenadores

### Cuerpo técnico actual (2025)[1]
| Dirección técnica actual | Dirección técnica actual | Dirección técnica actual    | Dirección técnica actual |
| ------------------------ | ------------------------ | --------------------------- | ------------------------ |
| Entrenador sub-15:       | Daniel "Indio" Briceño   | Asistente técnico sub-15:   | Bandera de Colombia      |
| Entrenador sub-16:       | Rueda                    | Asistente técnico sub-16:   | Juan Felipe Huertas      |
| Entrenador sub-17:       | Guían Carlos Espinoza    | Asistente técnico sub-17:   | Bandera de Colombia      |
| Entrenador sub-20 B:     | Cerveleon Cuesta         | Asistente técnico sub-20 B: | Bandera de Colombia      |
| Entrenador sub-20 A:     | Omar "Cabezón" Rodríguez | Asistente técnico sub-20 A: | Bandera de Colombia      |
| Cazatalentos:            | Edgar Moreno             |                             |                          |

### Destacados
- En la siguiente lista se muestran los entrenadores más destacados que han dirigido en la cantera de Millonarios (desde la pre-infantil hasta la sub-20) desde su creación. (Todos han salido campeones)

| Nombre                   | País                | Año       | Títulos Conseguidos |
| Jaime "Loco" Arroyave    | Bandera de Colombia | 1959-1988 | 70                  |
| Luis "Chiqui" García     | Bandera de Colombia | 1977-1983 | 1                   |
| Delio "Maravilla" Gamboa | Bandera de Colombia | 1989-2009 | 15                  |
| Nilton Bernal            | Bandera de Colombia | 2000-2014 | 6                   |
| Neys Nieto               | Bandera de Colombia | 2001-2018 | 8                   |
| Cerveleon Cuesta         | Bandera de Colombia | 2002-2019 | 8                   |

## Sedes[2]
En la actualidad Millonarios cuenta con 8 sedes además de su sede principal llamada Xcoli en el sector de los Arrayanes en la ciudad de Bogotá:

#### Bogotá
- Sede Xcoli (equipo profesional)
- Sede Femenina: Complejo Deportivo Creativo Norte.
- Sede Norte: Avenida Los Arrayanes (km 3.5)
- Sede Bosa: Colegio Claretiano.
- Sede Fontibón: Complejo Deportivo Creativo
- Sede Active: Liceo Cervantes El Retiro.
- Sede CAR: Centro de Alto Rendimiento.

#### Cundinamarca
- Sede Calle 80: Portal de Cota.

#### Boyacá
- Academia de Fútbol Millonarios en Tunja Bajo el lema ¡Tunja es más azul que nunca! el 10 de marzo de 2017 se dio a conocer la creación de la filial embajadora en la capital boyacence.

#### Meta
- Academia de Fútbol Millonarios en Villavicencio Bajo el lema ¡Villavicencio es más azul que nunca! el 10 de marzo de 2017 se dio a conocer la creación de la filial embajadora en la media Colombia.

## Palmarés

### Torneos nacionales oficiales (4/6)
- Campeonato Juvenil (2): 2010, 2019
- Primera C (2): 1991, 2008
- Torneo Nacional de Reservas (1): 1980
- Subcampeón Campeonato Juvenil (1): 2009
- Subcampeón Primera C (2): 1994 y 2003
- Subcampeón Torneo Nacional de Reservas (3): 1966, 1979 y 1981
- Campeón del Torneo Liga de Fútbol de Bogotá (sub-20, sub-12,sub-13) 2016

### Torneos locales (1)
- Copa Metropolitana Sub-20 (1): 2025-I[3]

### Otros torneos
- Bajo la dirección técnica de Jaime "El Loco" Arroyave se consiguieron 70 títulos en 28 años.